# Maria Myślińska
Maria Bogumiła Myślińska (ur. 13 stycznia 1946) – polska prawniczka, sędzia, członek Kolegium Instytutu Pamięci Narodowej (1999–2006).

## Życiorys
Po ukończeniu studiów prawniczych i aplikacji sądowej w latach 1975–1980 orzekała w Sądzie Wojewódzkim w Ciechanowie z siedzibą w Płońsku, następnie przeszła do Sądu Wojewódzkiego w Warszawie. W 1988 objęła stanowisko sędziego Naczelnego Sądu Administracyjnego. Została członkinią międzynarodowej organizacji sędziowskiej z siedzibą w Hadze.
W latach 1998–2002 zasiadała w Krajowej Radzie Sądownictwa.
Od 1999 do 2006 z rekomendacji KRS wchodziła w skład Kolegium Instytutu Pamięci Narodowej (w latach 2001–2002 jako jego przewodnicząca).